# София Гессен-Кассельская
София Гессен-Кассельская (нем. Sophie von Hessen-Kassel; 12 сентября 1615, Кассель — 22 ноября 1670, Бюккебург) — принцесса Гессен-Кассельская, в замужестве графиня Шаумбург-Липпская.

## Биография
София — дочь ландграфа Морица Гессен-Кассельского и его второй супруги Юлианы Нассау-Дилленбургской, дочери графа Иоганна Нассау-Дилленбургского.
12 октября 1640 года в Штадтхагене София вышла замуж за графа Филиппа I Шаумбург-Липпского (1601—1681), младшего сына графа Симона VI Липпского. В результате этого брака Филипп вернул себе амты Роденберг, Хагенбург и Аренсбург, выполнив условие о передаче своего графства под защиту ландграфини Гессен-Кассельской Амалии Елизаветы.

## Потомки
В браке с графом Филиппом у Софии родились:
- Елизавета (1646)
- Элеонора София (1648—1671)
- Иоганна Доротея (1649—1695), замужем за графом Иоганном Адольфом Бентгейм-Текленбургским (1637—1704), развод в 1664 году
- Гедвига Луиза (1650—1731), замужем за герцогом Августом Шлезвиг-Гольштейн-Зондербург-Бекским(1652—1689)
- Вильгельм Бернхард (1651)
- Елизавета Филиппина (1652—1703), замужем за графом Филиппом Кристофом Брейннером Аспарнским (ум. 1708)
- Фридрих Кристиан (1655—1728), граф Шаумбург-Липпе, женат на графине Иоганне Софии Гогенлоэ-Лангенбургской (1673—1743), развод в 1691 году, затем на Анне Марии фон Галль (1707—1760)
- Карл Герман (1656—1657)
- Шарлотта Юлиана (1657—1684), замужем за графом Иоганном Генрихом фон Кюфштейном (1643—1687)
- Филипп Эрнст (1659—1723), граф Липпе-Альвердиссена, женат на Доротее Амалии Шлезвиг-Гольштейн-Зондербург-Бекской (1656—1739)